# 鲁芒古 (阿列日省)
鲁芒古（法語：Roumengoux）是法国阿列日省的一个市镇，属于帕米耶区（Pamiers）米尔普瓦县（Mirepoix）。该市镇2009年时的人口为166人。

## 人口
鲁芒古人口变化图示
| 数据来源：INSEE |